# Kirche von Silte

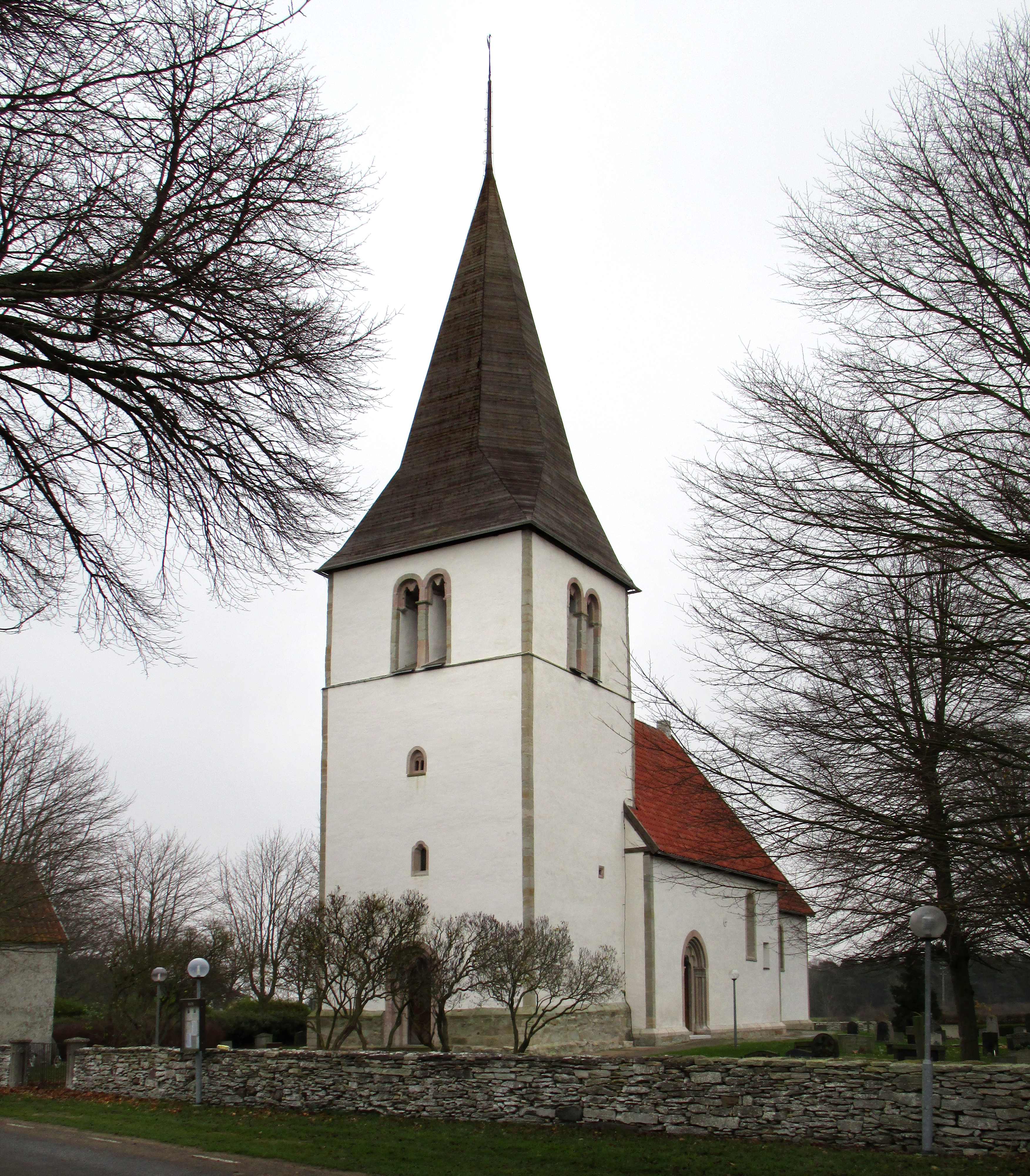
Kirche von Silte

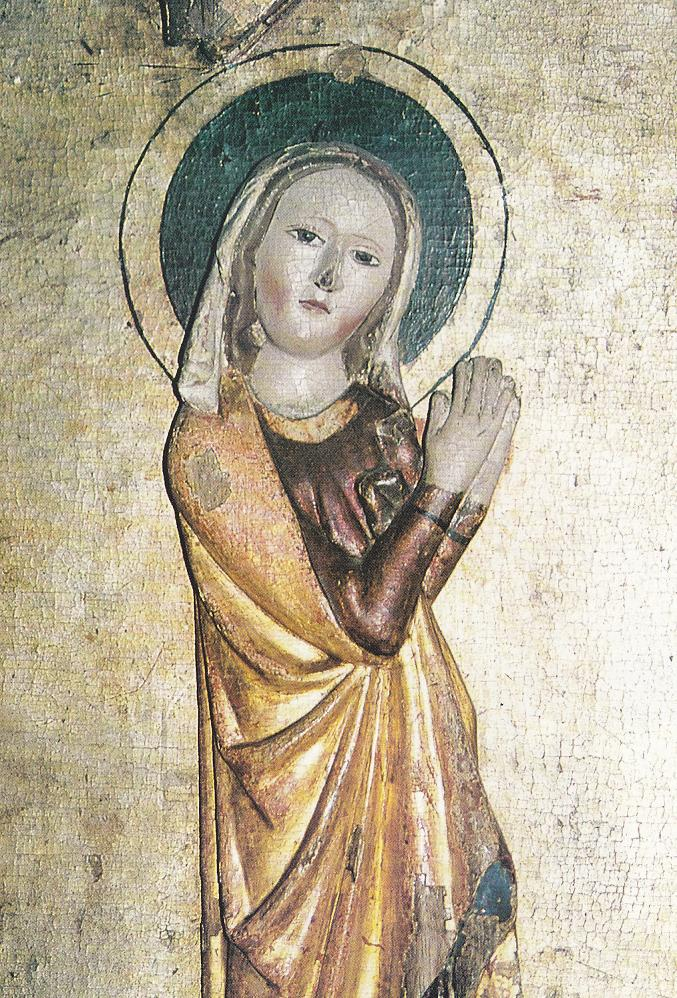
Marienbild des Altars

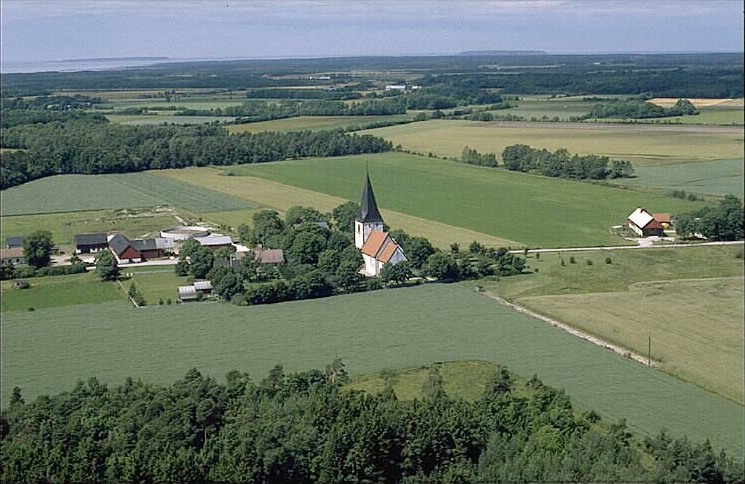
Kirche von Silte

Die Kirche von Silte (schwedisch Silte kyrka) ist eine Landkirche auf der schwedischen Insel Gotland. Sie gehört zur Kirchengemeinde (schwedisch församling) Silte im Bistum Visby.

## Lage
Die Kirche liegt im Südwesten von Gotland, östlich der Straße 140 von Klintehamn nach Burgsvik, 47 km südlich von Visby, 8 km westlich von Hemse, 19 km südlich von Klintehamn und 21 km nördlich von Burgsvik.

## Kirchengebäude
Den gut erhalten Boden einer früheren Stabkirche fand man unter dem Boden der heutigen Kirche, als sie von 1971 bis 1972 unter der Leitung von Architekten Leif Olsson restauriert wurde. Im Triumphbogen findend man sogar den Abdruck des Giebels der Stabkirche. Die mittelalterliche gemauerte Kirche besteht aus einem rechteckigen Langhaus mit einem schmaleren, gerade abgeschlossenen Chor im Osten und dem Kirchturm im Westen. Das Baumaterial ist hauptsächlich Sandstein, wie im Süden Gotlands bei vielen Kirchen. Der Chor ist aus der Mitte des 13. Jahrhunderts, das Langhaus kam etwas später dazu. Gegen Ende des 13. Jahrhunderts folgte der Turm, der zu einem unbekannten Zeitpunkt seine Spitze einbüßte .
Die Fassaden der Kirche sind weiß verputzt, aber an den kanten der Ecken haben sie Umfassungen aus gehauenem und verschiedenfarbigem Kalkstein. Die schmalen Rundbogenfenster sind noch ursprünglich. Die Schallöffnungen des Turms ergeben eine heterogene Ansammlung von Steinhauereidetails. Das Langhaus und er niedrigere Chor sind durch Satteldächer mit Dachziegeln gedeckt. Der Turm wird von einer achteckigen Spitze gekrönt. Es gibt drei Portale: Das Langhaus- und das Chorportal im Süden und das Turmportal im Westen. Die Tympanonscheibe des Langhausportals hat gehauene Schlingenornamente. Das Langhaus ist von innen durch zwei Zeltgewölbe gedeckt, die durch einen breiten Gurtbogen getrennt sind. Der mit einem Kreuzgewölbe überdeckte Chor hat eine Dreigruppe von Ostfenstern und ein kleineres Südfenster. Der Turmraum  ist durch ein hoch sitzendes Zeltgewölbe gedeckt. Der Triumphbogen und der Turmbogen sind schwach spitzbogig. Es gibt Kalkmalereien aus dem 13. und aus dem 15. Jahrhundert. Die Glasmalereien im Ostfenster des Chors sind aus der Bauzeit. Die Einrichtung stammt hauptsächlich von der Restaurierung von 1902.

## Ausstattung
- Der Taufstein wurde von Sighraf am Ende des 12. Jahrhunderts angefertigt. Die Schale hat Szenen aus der Kindheit Jesu.
- Die Kanzel ist von der Mitte des 18. Jahrhunderts und hat keinen Baldachin.
- Der Altar hat Skulpturen aus dem 13. Jahrhundert.
- Die Orgel wurde 1900 wahrscheinlich von A V Lundal aus Stockholm oder von Åkerman & Lund Orgelbyggeri gebaut. 1985 wurde sie von J. Künkels Orgelwerkstatt aus Lund renoviert.

## Umgebung
- Das gemauerte Kirchspielmagazin (schwedisch sockenmagasinet) in der Nordwestecke des Kirchhofs wurde 1853 errichtet.